# Dendrocnide carriana
Dendrocnide carriana är en nässelväxtart som beskrevs av Chew. Dendrocnide carriana ingår i släktet Dendrocnide och familjen nässelväxter. Inga underarter finns listade i Catalogue of Life.